# Eritrea zászlaja
Eritrea zászlaja jórészt megegyezik az Eritreai Népi Felszabadítási Front zászlajával. A koszorú és az olajág Eritrea első zászlajának (1952) emblémájából származik.
A zászló zöld színe a gazdaságot, a kék a tengert, a piros a függetlenségi harcban elhullajtott vért szimbolizálja.
A piros harmadban egy olajág látható 14 levéllel.
A zászlót 1995. december 5-én vonták fel.